# Триана (Севилья)
Триана (исп. Triana) — один из одиннадцати административных районов, на которые подразделяется городской муниципалитет Севилья, находящийся в составе комарки Большая Севилья.

## Расположение
Район расположен в западной части Севильи, тянется вдоль правого побережья реки Гвадалквивир, большей частью напротив исторического центра города.
Граничит с:
- районом Лос-Ремедиос — на юге;
- районами Каско-Антигуо и Макарена — на востоке;
- Северным районом и муниципалитетом Сантипонсе — на севере;
- муниципалитетами Камас, Томарес и Сан-Хуан-де-Аснальфараче — на западе.

## Административное деление
Административно район Триана подразделяется на 5 микрорайонов (исп. barrios):
- Триана-Каско-Антигуо (исп. Triana Casco Antiguo);
- Баррио-Леон (исп. Barrio León);
- Эль-Тардон-Эль-Кармен (исп. El Tardón-El Carmen);
- Триана-Эсте (исп. Triana Este);
- Триана-Оэсте (исп. Triana Oeste)[3][4].

## Население
По состоянию на:
- 1 января 2012 года население района составляло 50 181 человек (22 895 мужчин и 27 286 женщин);
- 1 января 2011 года — 50 387 человек (22 985 мужчин и 27 402 женщины)[2].

## Достопримечательности
- Памятник Родриго де Триана — испанскому моряку, который первым из европейцев достоверно увидел берега Америки.
- Мост Изабеллы II — арочный мост через Гвадалквивир, связывающий исторический центр города с районом Триана. Построен в середине XIX века, является старейшим из сохранившихся железных мостов в Испании. Занесен в список культурного наследия Испании[исп.] как Национальный исторический памятник в 1976 году.